# 布哈努丁
布哈努丁·阿尔贺尔米（1911年8月29日—1969年10月25日），马来西亚政治家，通晓马来语、英语和阿拉伯语。在馬來亞日佔時期，曾任行政部门的回教事务与马来风俗顾问官。第二次世界大战后，曾任马来亚马来国民党（Parti Kebangsaan Melayu Malaya，简称PKMM）领袖，投入左翼运动，为争取马来亚独立而斗争，直到1969年逝世为止。

## 生平
1911年，布哈努丁生于霹雳务边。年少时，他曾在吉打和槟城求学。1934年，他赴印度新德里深造。1942年至1945年日本占领马来亚期间，他曾为日本行政部门服务。第二次世界大战后，他加入马来亚民族党，并在不久后成为领袖。1950年，他所领导的马来民族党被英殖民政府查禁，他本身也被逮捕。1956年，布哈努丁加入泛马回教党，同年获选为该党党主席；在他的领导下，泛马回教党迅速壮大。1959年，他在全国大选中上阵，该党赢得十三席国会议席和四十二席州议席，并夺下吉兰丹与登嘉楼两州的执政权，布哈努丁本人则赢得登嘉楼州勿述国会议席，同时成为第一任非正式的国会反对党领袖。1965年，布哈努丁在马来西亚内安法令下被逮捕，他因涉嫌勾结印尼推翻政府而被囚禁一年。获释后，他继续担任回教党主席至1969年逝世。